# Werner Baumhauer
Werner Baumhauer (* 12. November 1930 in Massenbachhausen, Landkreis Heilbronn; † 5. April 2021 in Heidenheim) war ein deutscher Politiker (CDU).

## Ausbildung und Beruf
Baumhauer besuchte zunächst die Volksschule in Heilbronn. Anschließend machte er eine Ausbildung zum Vermessungstechniker. Von 1948 bis 1950 besuchte er die Oberschule in Heilbronn und machte dort das Abitur. Danach studierte er an der Technischen Hochschule Stuttgart, wo er als Diplom-Ingenieur abschloss. 1958 machte er das Assessorenexamen. 1966 wurde er Leiter des Staatlichen Vermessungsamts Heidenheim, wo er 1972 zum Regierungsvermessungsdirektor aufstieg.

## Politische Tätigkeit
1972 begann er auch seine politische Karriere und wurde Abgeordneter im Landtag von Baden-Württemberg, dem er bis 1996 angehörte.
Von 1975 bis 1989 war Baumhauer Mitglied des Heidenheimer Gemeinderats.
Nach Gründung des Umweltministeriums Baden-Württemberg am 1. Juli 1987 berief Ministerpräsident Lothar Späth Baumhauer zum Staatssekretär unter Minister Erwin Vetter. Auch im ersten Kabinett Erwin Teufel blieb Baumhauer 1991 zunächst noch Staatssekretär im Umweltministerium, wurde dann aber 1992 zum Staatssekretär im Finanzministerium Baden-Württemberg berufen. In beiden Fällen war er stimmberechtigtes Mitglied der Landesregierung von Baden-Württemberg. Nach den Landtagswahlen 1996 verzichtete Baumhauer auf seine politischen Ämter und stand somit auch nicht mehr als Landtagsabgeordneter zur Verfügung.
Baumhauer setzte sich für den Bau der A 7 und B 19 und die Ansiedlung der Dualen Hochschule in Heidenheim ein.

## Familie und Privates
Werner Baumhauer war mit Maria Baumhauer verheiratet und hatte zwei Kinder.

## Ehrungen
- 1979: Goldene Münze des Sports der Stadt Heidenheim[2]
- 1985: Verdienstkreuz 1. Klasse der Bundesrepublik Deutschland

- 1990: Ehrenring der Stadt Heidenheim[2]
- 1997: Großes Verdienstkreuz der Bundesrepublik Deutschland

- 2001: Verdienstorden des Landes Baden-Württemberg[2]